# 2girls 〜in the sepiatone〜
「2girls 〜in the sepiatone〜」（ツーガールズ イン ザ セピアトーン）は、日本の音楽ユニット、faithのメジャー3枚目のシングルである。2006年1月11日発売。発売元はキングレコード。

## 概要
- PV監督はH.H.[2]。
- 次作のシングル「Feel」に「classical ver.」が収録されている。
- faithとして最もヒットした曲であり[3]、USENの問い合わせチャート・総合チャートにはリリースから半年以上ランクインし続けていた[4]。

## 収録曲
1. 2girls 〜in the sepiatone〜[5:22]
作詞・作曲：Jam／編曲：faith
2. One Piece Of Door[3:33]
作詞・作曲：Jam／編曲：faith
3. 2girls 〜in the sepiatone〜(instrumental)[5:21]
4. One Piece Of Door(instrumental)[3:29]

## 収録アルバム
- オリジナル『Letter To The Future』（2006年2月15日）
- リミックス『Classical Mixes+Movies』（2007年7月11日）
※classical ver.
- ベスト『faithful BEST』（2009年2月11日）
- オムニバス『C-Love Fragrance』（2009年2月25日）